# Xylion falcifer
Xylion falcifer är en skalbaggsart som beskrevs av Pierre Lesne 1901. Xylion falcifer ingår i släktet Xylion och familjen kapuschongbaggar. Inga underarter finns listade i Catalogue of Life.

## Bildgalleri

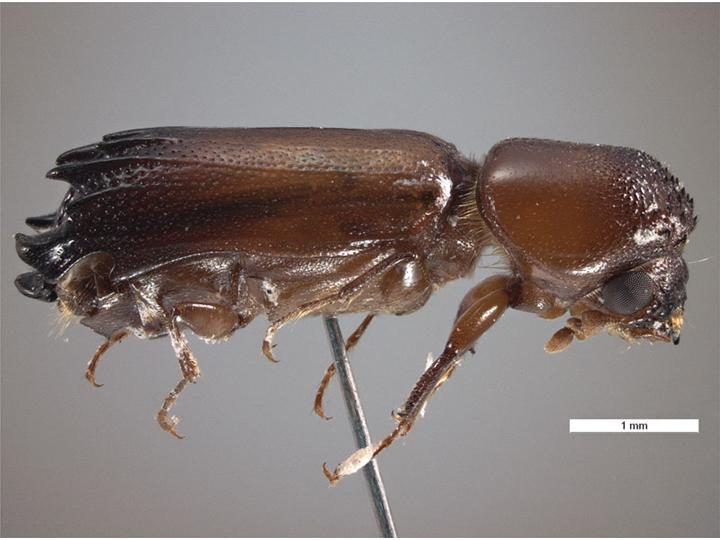
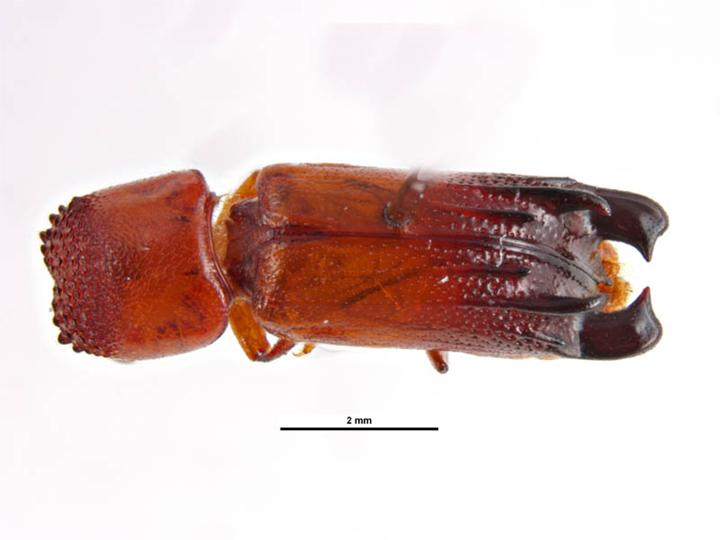